# Задача про гарматні ядра

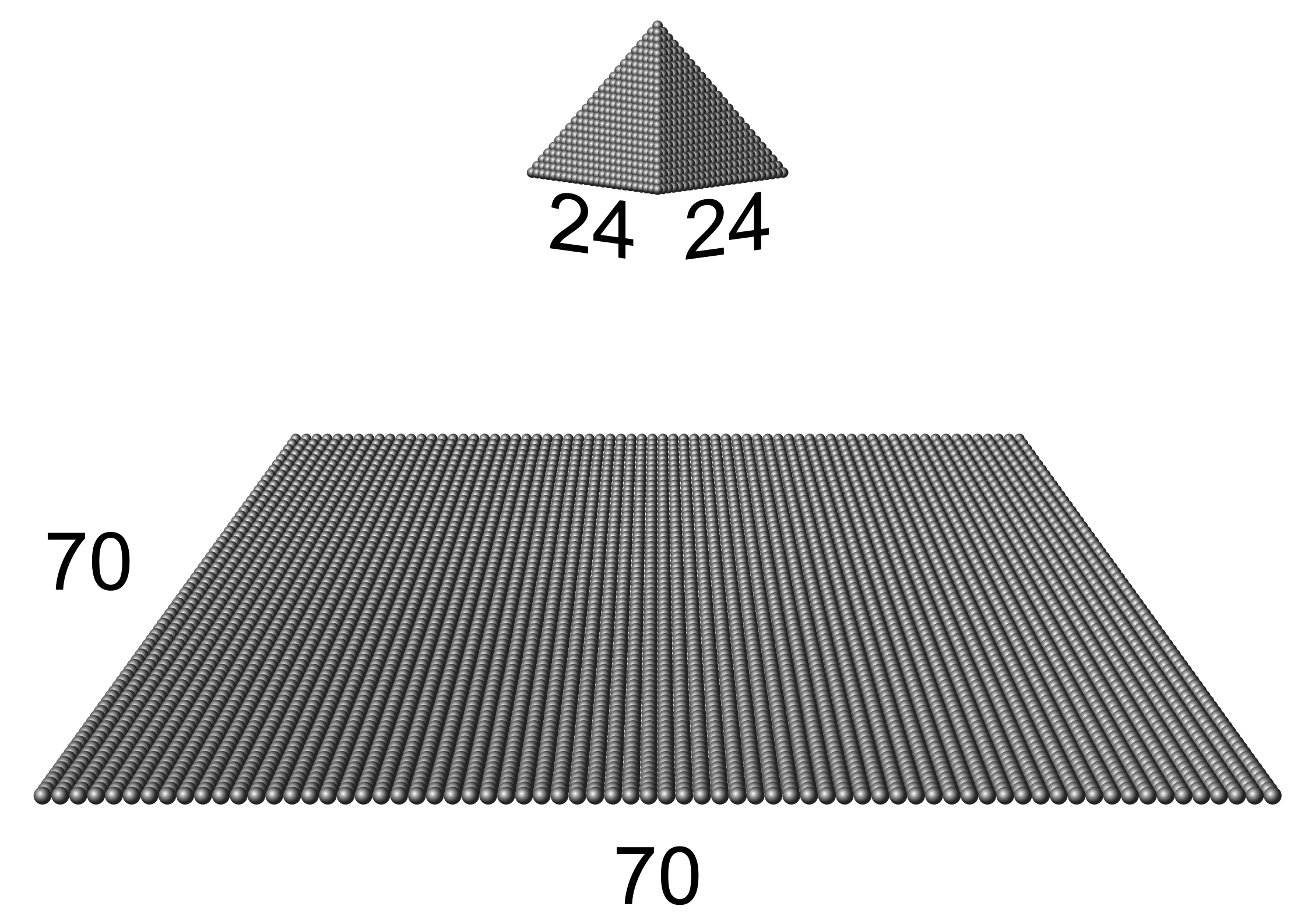
Єдиний нетривіальний спосіб укладання гарматних ядер у квадрат і піраміду

Зада́ча про гарма́тні я́дра (англ. cannonball problem) — задача про знаходження числа гарматних ядер, які можна вкласти і в один шар у формі квадрата, і у формі піраміди з квадратом в основі, тобто про знаходження квадратних чисел, які також є квадратними пірамідними числами. Знаходження цього числа зводиться до розв'язання діофантового рівняння {\displaystyle \sum _{n=1}^{N}n^{2}=M^{2}} або {\displaystyle {\frac {1}{6}}N(N+1)(2N+1)=M^{2}}. Рівняння має два розв'язки: {\displaystyle N=1} і {\displaystyle M=1}, тобто одне гарматне ядро, і {\displaystyle N=24} і {\displaystyle M=70} тобто 4900 гарматних ядер.

## Історія задачі
Питання вкладання гарматних ядер цікавили вже сера Волтера Релі та його сучасника Томаса Герріота, однак у наведеній вище формі задачу сформулював в 1875 року Едуар Люка, який припустив, що крім {\displaystyle N=1} і {\displaystyle N=24} розв'язків немає. Часткові доведення запропонували Море-Блан (1876) та сам Люка (1877). Перше повне доведення запропонував Вотсон (1918); у доведенні використано еліптичні функції. Ще одне доведення, з використанням рівняння Пелля, запропонував Люнггрен (1952). Доведення з використанням лише елементарних функцій запропонували Ма (1985) та Енглін (1990).

## Доведення

### Доведення Вотсона
Доведення Вотсона ґрунтується на спостереженні, що з трьох чисел {\displaystyle N}, {\displaystyle N+1} і {\displaystyle 2N+1} одне має ділитися на 3; і або {\displaystyle N}, або {\displaystyle N+1} є парним; і що решта множників мають бути квадратами. Тому можливі шість варіантів:
1. {\displaystyle N=3a^{2},\ N+1=2b^{2},\ 2N+1=c^{2};}
2. {\displaystyle N=2a^{2},\ N+1=3b^{2},\ 2N+1=c^{2};}
3. {\displaystyle N=2a^{2},\ N+1=b^{2},\ 2N+1=3c^{2};}
4. {\displaystyle N=a^{2},\ N+1=6b^{2},\ 2N+1=c^{2};}
5. {\displaystyle N=6a^{2},\ N+1=b^{2},\ 2N+1=c^{2};}
6. {\displaystyle N=a^{2},\ N+1=2b^{2},\ 2N+1=3c^{2}.}

Однак, оскільки {\displaystyle 2b^{2}} при діленні на 3 може мати лише остачу 0 або 2, перший варіант призводить до суперечності. Аналогічно можна виключити другий, третій та четвертий варіанти.
П'ятий варіант приводить до розв'язку {\displaystyle N=24}. Справді, {\displaystyle N=6a^{2},\ N+1=b^{2},\ 2N+1=c^{2}} можливо тільки при непарному {\displaystyle c}, і {\displaystyle (c-1)(c+1)=12a^{2}} тобто існують цілі числа {\displaystyle d} і {\displaystyle e}, такі що {\displaystyle {\frac {1}{2}}(c-1)=d^{2},\ {\frac {1}{2}}(c+1)=3e^{2},\ a=de} або {\displaystyle {\frac {1}{2}}(c-1)=3d^{2},\ {\frac {1}{2}}(c+1)=e^{2},\ a=de}. Однак, {\displaystyle {\frac {1}{2}}(c-1)=d^{2},\ {\frac {1}{2}}(c+1)=3e^{2},\ a=de} приводить до суперечності {\displaystyle 3e^{2}-d^{2}\equiv 1{\pmod {3}}}. Отже, {\displaystyle {\frac {1}{2}}(c-1)=3d^{2},\ {\frac {1}{2}}(c+1)=e^{2},\ a=de}, тобто, {\displaystyle c-1=6d^{2},\ c+1=2e^{2}} і {\displaystyle c+1=2e^{2},\ c^{2}+1=2b^{2}}. Як показав Жероно, {\displaystyle c=1} і {\displaystyle c=7} є єдиними розв'язками останньої системи рівнянь. Випадок {\displaystyle c=1} неможливий, оскільки {\displaystyle N=0}; випадок {\displaystyle c=7} приводить до {\displaystyle N=24}. Альтернативне доведення єдиності розв'язку {\displaystyle N=24} у цьому випадку, наведене в розділі 6.8.2 книги Коена, використовує те, що розв'язками {\displaystyle y^{2}=8x^{4}+1} є тільки {\displaystyle (0,\;1),\ (0,\;-1),\ (1,\;3),\ (1,\;-3),\ (-1,\;3),\ (-1,\;-3)}.
Доведення відсутності нетривіальних розв'язків у шостому варіанті потребує застосування еліптичних функцій. Дійсно, шостий варіант можна звести до вигляду {\displaystyle 2b^{2}-a^{2}=1,2b^{2}+a^{2}=3c^{2}}. Замість цих рівнянь Вотсон розглядає загальніший випадок {\displaystyle 2X^{2}-Y^{2}=Z^{2},2X^{2}+Y^{2}=3W^{2}} і показує, що розв'язки цих рівнянь мають задовольняти {\displaystyle {\frac {Z}{W}}=(-1)^{r}\operatorname {sd} ((2r+1)\beta ){\sqrt {\frac {3}{2}}}}, де {\displaystyle r} — невід'ємне ціле число, {\displaystyle \beta } задана {\displaystyle \operatorname {sn} (\beta )={\frac {1}{\sqrt {2}}}}, {\displaystyle \operatorname {cn} (\beta )={\frac {1}{\sqrt {2}}}}, {\displaystyle \operatorname {dn} (\beta )={\frac {\sqrt {3}}{2}}}, а {\displaystyle \operatorname {sn} }, {\displaystyle \operatorname {cn} }, {\displaystyle \operatorname {dn} } і {\displaystyle \operatorname {sd} } — еліптичні функції Якобі. Далі Вотсон доводить, що {\displaystyle Z} чисельно дорівнює одиниці, тільки якщо {\displaystyle r=0}, тобто {\displaystyle X^{2}=Y^{2}=Z^{2}=W^{2}=1}, і єдиний можливий у цьому випадку розв'язок {\displaystyle N=1}.

### Доведення Ма
Доведення єдиності наведених вище розв'язків, запропоноване Ма, ґрунтується на послідовному доведенні таких тверджень:
- Єдиним парним розв'язком задачі про укладання ядер є {\displaystyle (24,70)}. Дійсно, парність {\displaystyle n} дозволяє виключити варіанти 1, 4 і 6 з довдення Вотсона, варіанти 2 і 3 призводять до суперечності (див. доведення Вотсона), а {\displaystyle (24,70)} — єдиний розв'язок, можливий для варіанту 5.
- Нехай {\displaystyle \alpha =2+{\sqrt {3}},\beta =2-{\sqrt {3}},M_{n}=(\alpha ^{n}+\beta ^{n})/2}. Тоді для невід'ємних {\displaystyle n}, {\displaystyle M_{n}} має вигляд {\displaystyle 4x^{2}+3} тільки для {\displaystyle n=2}.
- Єдиним непарним {\displaystyle N}, що задовольняє задачі про укладання ядер, є {\displaystyle N=1}. Справді, міркуючи аналогічно доведенню Вотсона, непарне {\displaystyle N} має задовольняти варіанту 6, тобто, {\displaystyle N=a^{2},N+1=2b^{2},2N+1=3c^{2}}. Оскільки для будь-якого {\displaystyle x}, {\displaystyle (4x+3)^{2}-8(x+1)(2x+1)=1} і {\displaystyle 4x+3=2(2x+1)+1}, це також справедливо для {\displaystyle N}. Підставляючи {\displaystyle 2b^{2}} і {\displaystyle 3c^{2}} замість {\displaystyle x+1} і {\displaystyle 2x+1}, отримаємо {\displaystyle (2(3c^{2})+1)^{2}-8\cdot 2b^{2}\cdot 3c^{2}=1}, тобто, {\displaystyle (6c^{2}+1)^{2}-3(4bc)^{2}=1}. Оскільки {\displaystyle 2+{\sqrt {3}}} породжує групу одиниць {\displaystyle \mathbb {Z} [{\sqrt {3}}]}, існує {\displaystyle n\in \mathbb {Z} } таке, що {\displaystyle 6c^{2}+1+4bc{\sqrt {3}}=\pm (M_{n}+G_{n}{\sqrt {3}})}, де {\displaystyle M_{n}} визначено вище, а {\displaystyle G_{n}=(\alpha ^{n}+\beta ^{n})/(\alpha -\beta )} . Оскільки {\displaystyle M_{n}} додатне, {\displaystyle M_{n}=6c^{2}+1} і, за визначенням {\displaystyle a}, {\displaystyle M_{n}=4a^{2}+3}. За попередньою лемою, {\displaystyle n=2,M_{n}=7}, тобто {\displaystyle a=1} і {\displaystyle n=1}.

Подробиці доведення наведено в розділі 6.8.2 книги Коена.

## Узагальнення задачі
За винятком тривіального випадку {\displaystyle N=1}, не існує числа гарматних ядер, які можна було б укласти у вигляді піраміди з квадратом у основі, і яке б при цьому одночасно було кубом, четвертим або п'ятим степенем натурального числа. Більш того, це справедливо для укладання ядер у вигляді правильного тетраедра.
Іншим узагальненням задачі є питання про знаходження числа ядер, які можна укласти у формі квадрата та зрізаної піраміди з квадратом у основі. Тобто шукають {\displaystyle n} послідовних квадратів (не обов'язково починаючи з 1), сума яких є квадратом. Відомо, що множина {\displaystyle S} таких {\displaystyle n} нескінченна, має асимптотичну щільність нуль і для {\displaystyle n}, які є квадратами, існує нескінченно багато розв'язків. Число {\displaystyle N(x)} елементів множини {\displaystyle S}, що не перевищують {\displaystyle x}, оцінюється як {\displaystyle c_{1}{\sqrt {x}}<N(x)<c_{2}{\frac {x}{\ln {x}}}}. Перші елементи {\displaystyle n} множини {\displaystyle S} та відповідні найменші значення {\displaystyle a}, такі що {\displaystyle \sum _{k=a}^{a+n-1}k^{2}} є квадратом, наведено в таблиці:
Для {\displaystyle n=2} і {\displaystyle a=3} розв'язком є піфагорова трійка {\displaystyle 3^{2}+4^{2}=5^{2}}. Для {\displaystyle n=24} і {\displaystyle a=1} розв'язком є наведений вище розв'язок задачі про укладання гарматних ядер. Послідовність елементів множини {\displaystyle S} — послідовність A001032 з Онлайн енциклопедії послідовностей цілих чисел, OEIS.
Ще одне узагальнення завдання розглянули Канеко і Татібана: замість питання про рівність суми перших квадратних чисел та іншого квадратного числа вони розглянули питання про рівність суми перших багатокутних чисел та іншого багатокутного числа і показали, що для будь-якого {\displaystyle m\geqslant 3} існує нескінченно багато послідовностей перших {\displaystyle m}-кутних чисел, таких що їх сума дорівнює іншому багатокутному числу, і що для будь-якого {\displaystyle n\geqslant 3} існує нескінченна кількість {\displaystyle n}-кутних чисел, подаваних у вигляді суми послідовностей перших багатокутних чисел. Більш того, Канеко та Татібана встановили, що для будь-якого натурального {\displaystyle k} виконуються такі відношення:
{\displaystyle Pyr_{m}(3(m-2)k-2)=G_{9k+2}((m-2)^{2}k-m+3),}
{\displaystyle Pyr_{m}(3k-1)=G_{(m-2)k+3}(3k-1),}
{\displaystyle Pyr_{m}(6k-3)=G_{4(m-2)(2k-1)+6}(3k-1),}
{\displaystyle G_{n}((n-2)k^{2}-3k+1)=Pyr_{3k+2}((n-2)k-2),}
{\displaystyle G_{n}(8k^{2}-6k+1)=Pyr_{3(n-2)k+2}(4k-2),}
де {\displaystyle G_{m}(n)} — {\displaystyle n}-е {\displaystyle m}-кутне число, а {\displaystyle Pyr_{m}(n)} — {\displaystyle n}-е {\displaystyle m} -кутне пірамідне число, тобто, сума {\displaystyle n} перших {\displaystyle m}-кутних чисел.

## Зв'язок з іншими галузями математики
Нетривіальний розв'язок {\displaystyle N=24} призводить до побудови ґратки Ліча (яка, у свою чергу, пов'язана з різними галузями математики та теоретичної фізики — теорією бозонних струн, монстром). Це робиться за допомогою парної унімодулярної ґратки {\displaystyle \mathrm {II} _{25,1}} у 25+1-вимірному псевдоевклідовому просторі. Розглянемо вектор цієї ґратки {\displaystyle w=(0,\;1,\;2,\;\ldots ,\;23,\;24;\;70)}. Оскільки {\displaystyle N=24} і {\displaystyle M=70} — розв'язок задачі про вкладання гарматних ядер, цей вектор — світлоподібний, {\displaystyle w\cdot w=0}, звідки, зокрема, випливає, що він належить власному ортогональному доповненню {\displaystyle w^{\bot }}. Згідно з Конвеєм, вектор {\displaystyle w} дозволяє побудувати ґратку Ліча
- як фактор-множину {\displaystyle (w^{\bot }\cap \mathrm {II} _{25,1})/w}, яка коректно визначена завдяки світлоподібності {\displaystyle w};
- як множину всіх векторів {\displaystyle r\in \mathrm {II} _{25,1}} таких, що {\displaystyle r\cdot r=2,r\cdot w=-1}. Такі вектори утворюють множину так званих фундаментальних коренів ґратки {\displaystyle \mathrm {II} _{25,1}}. У всіх випадках, коли можна таким способом побудувати множину фундаментальних коренів парної унімодулярної ґратки у псевдоевклідовому просторі {\displaystyle \mathrm {II} _{n,1}}, завжди можна використати цілочисловий вектор із просторовими компонентами, що йдуть підряд від нуля; а щоб ця множина утворювала ґратку, цей вектор має бути світлоподібним. І, оскільки {\displaystyle N=24} — єдиний нетривіальний розв'язок задачі про вкладання гарматних ядер, то 24-вимірна ґратка Ліча — єдина ґратка, яку можна в такий спосіб отримати з {\displaystyle \mathrm {II} _{n,1}}.